# Мартыщук, Юрий Васильевич
Ю́рий Васи́льевич Мартыщу́к (укр. Юрій Васильович Мартищук; род. 22 апреля 1986[…], Коломыя, Ивано-Франковская область) — украинский футболист, вратарь.

## Клубная карьера
Начал карьеру в клубе «Лукор» (Калуш), в 2003 году перешёл в «Спартак» (Ивано-Франковск), сыграл 44 матча и пропустил 39 мячей, но из-за финансовых проблем был продан. В 2005 году перешёл в «Карпаты» (Львов), за первую команду провёл 30 матчей и пропустил 26 мячей. В декабре 2008 года был выставлен на трансфер, в конце месяца в офис клуба поступил факс от клуба «Дуйсбург», в котором руководство немецкой команды приглашало на просмотр Мартыщука, недавно выставленного на трансфер. Вратарь «Дуйсбургу» не подошёл и вернулся во Львов, где его перевели играть в «Карпаты-2». Также Юрий был на просмотре в российском клубе «Шинник».
С 2012 года в одесском «Черноморце», однако в основном составе впервые появился лишь 29 октября 2014 года когда в ответном матче 1/8 финала кубка Украины 2014/15 против днепродзержинской «Стали», Юрий вышел на замену перед серией послематчевых пенальти. Дебют вратаря оказался удачным — он отразил первый же одиннадцатиметровый удар гостевой команды, и в итоге помог «Черноморцу» выиграть серию пенальти (4:2), а с ней и пробиться в 1/4 финала Кубка Украины. В основном составе «моряков» в чемпионатах Украины вратарь дебютировал в матче 15-го тура первенства Украины 2014/15 против мариупольского «Ильичёвца», отстояв «на ноль» (игра завершилась со счётом 0:0). 1 июля 2015 года покинул «Черноморец» в связи с окончанием контракта.
Завершил карьеру в 2016 году в стане криворожского «Горняка».

## Карьера в сборных
Выступал за сборную Украины до 19 лет, за которую провёл 13 матчей, в которых пропустил 17 мячей. Также играл за сборную до 21 года, в которой сыграл 5 матчей и пропустил 2 гола. Дебютировал 6 октября 2006 года в матче с Беларусью (3:0).

## Достижения
- Финалист Кубка Украины: 2012/13